# Braunes Haus
Braunes Haus was de naam voor het hoofdkwartier van de NSDAP gelegen in de Brienner Straße in de Duitse stad München van 1930 tot 1945.

## Geschiedenis
Het tussen de Karolinenplatz en de Königsplatz gelegen huis werd oorspronkelijk in Biedermeierstijl opgericht in 1828 door Jean Baptiste Métivier. In 1877 kwam het in handen van de Engelse industrieel Willy Barlow wiens weduwe het voor 805.864 goudmark op 26 mei 1930 verkocht aan de NSDAP die op zoek was naar een ruimere locatie. Tot de overname door de NSDAP stond het huis bekend als het "Palais Barlow" of het "Adelspalais". "Braunes Haus" werd voor de partij de officiële naam, afgeleid van de bruine overhemden van de SA.
De aankoopsom kreeg de NSDAP als steun van de Duitse grootindustrieel Fritz Thyssen. Na belangrijke verbouwingen onder leiding van architect Paul Ludwig Troost, op basis van door Adolf Hitler zelf gemaakte ontwerpen, installeerde de nationale leiding van de NSDAP zich begin 1931 in het gebouw.
In het "Braunes Haus" liet Hitler, als erkenning voor de steun aan zijn beweging, op de wand achter zijn bureau een groot portret aanbrengen van de Amerikaanse automobielmagnaat Henry Ford.
Het gebouw werd in 1945 grotendeels vernield en in 1947 geheel afgebroken. Tot 2012 bleef het grondstuk braak liggen. 

## Documentatiecentrum

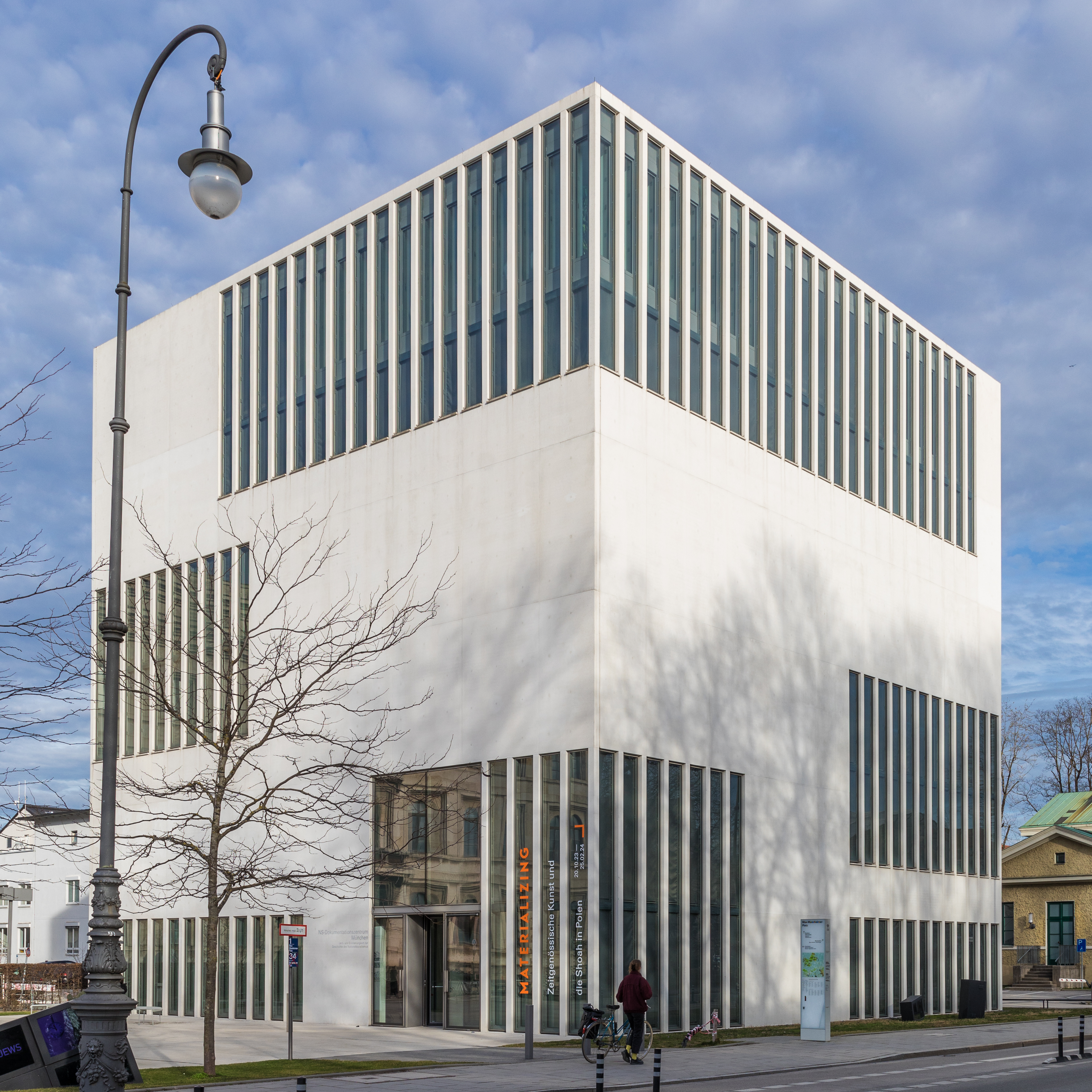
NS-Dokumentationszentrum

Op 6 december 2005 besloot de regering van de deelstaat Beieren op het terrein een nazi-documentatiecentrum op te richten. Door discussies over verdeling van de financiering ten belope van 28,2 miljoen euro en de inhoudelijke invulling van het project liep de bouw vertraging op en werd pas in 2011 begonnen met de bouwwerken. Het centrum werd in 2015 geopend. 

## Weblinks
- Braunes Haus (Münchens Denkmäler)
- NS-Dokumentationszentrum München